# Campeonato Nacional de Albania 1949
El Campeonato Nacional de Albania de 1949 (en albanés, Kampionati Kombëtar Shqiptar 1949) fue la 12a. edición del Campeonato Nacional de Albania.

## Resumen
Fue disputado por 9 equipos y Partizani ganó el campeonato.

## Clasificación
|               | Pos. | Equipo            | PJ | PG | PE | PP | GF | GC | Dif. | Pts. |
| ------------- | ---- | ----------------- | -- | -- | -- | -- | -- | -- | ---- | ---- |
|               | 1    | Partizani         | 16 | 14 | 2  | 0  | 61 | 7  | +54  | 30   |
|               | 2    | Shkodra           | 16 | 12 | 2  | 2  | 55 | 11 | +44  | 26   |
|               | 3    | Ylli i Kuq Durrës | 16 | 9  | 2  | 5  | 25 | 14 | +11  | 20   |
|               | 4    | Tirana            | 16 | 7  | 2  | 7  | 25 | 19 | +6   | 16   |
|               | 5    | Kavaja            | 16 | 7  | 2  | 7  | 32 | 27 | +5   | 16   |
|               | 6    | Korça             | 16 | 4  | 4  | 8  | 17 | 41 | -24  | 12   |
|               | 7    | Elbasani          | 16 | 4  | 1  | 11 | 17 | 41 | -24  | 9    |
|               | 8    | Fieri             | 16 | 3  | 3  | 10 | 17 | 54 | -37  | 9    |
| Decrecimiento | 9    | Shijaku           | 16 | 1  | 4  | 11 | 13 | 48 | -35  | 8    |

Vlora se retiró de la liga después de dos rondas.
Nota: 'Shkodra' es Vllaznia, 'Ylli i Kuq Durrësi' es KS Teuta Durrës, 'Tirana' es SK Tirana, 'Kavaja' es Besa, 'Korça' es Skënderbeu, 'Fieri' es Apolonia y 'Shijaku' es Erzeni.